# Salvatore Mittica
Salvatore Mittica (Messina, 1590 circa – Messina, 4 marzo 1655) è stato un pittore italiano.

## Vita
Pittore di antica nobile famiglia messinese, allievo di Antonio Catalano il Vecchio o l'Antico, proseguì da autodidatta la sua formazione essendo il suo maestro morto prematuramente. Prese così ad imitare Girolamo Alibrandi sul quale non solo si formò valente pittore, ma pure prospettivista e architetto di rilievo: naturali i movimenti delle sue figure, maestose le teste di vecchio, singolare la bellezza delle sue teste femminili. Morì nel 1655 e fu sepolto senza particolari onori nella Chiesa di Gesù e Maria di San Giovanni (la quale si trovava a lato dell'Ospizio Cappellini, già sede del convento dei Gesuiti, oggi caserma Bonsignore).

## Opere
Tutta l'opera del Mittica può dirsi senza retorica sfortunata, essendosi nella sua quasi totalità perduta. Tra queste vale la pena ricordare il quadro della Vergine tra San Giovanni Battista e San Vincenzo Ferreri, datato 1609 (Salvator Mittica pingebat 1609), che si conservava in un oratorio del chiostro di Sant'Agostino e già se ne persero la tracce prima del Terremoto di Messina che rase al suolo il convento. Legata alla stessa calamità è una Circoncisione, che ornava la chiesa di Santa Maria di Gesù di Messina. e ne rappresentava l'opera più importante, chiesa rasa al suolo appunto dal terremoto del 1908: dell'opera in questione però esiste una copia, per giustificare un errore nell'originale di cui l'autore veniva tacciato (tra lo sfondo delle colonne si vedeva su un'ara il Sacramento, mentre nella copia il candelabro a sette braccia di Mosè) ma che fu probabilmente una manomissione postuma di qualche frate. La suddetta copia è conservata presso la chiesa di Santa Maria delle Grazie in Bordonaro.
La Chiesa Madre di Gallodoro conserva invece l'opera giovanile Dormizione e incoronazione della Vergine, del 1607.